# Inibidor de recaptação de noradrenalina e dopamina
Inibidores da recaptação de noradrenalina-dopamina (IRND) são substâncias que agem como inibidoras da recaptação dos neurotransmissores noradrenalina e dopamina, ao impedir a ação dos transportadores destes neurotransmissores. Isto causa aumento na concentração extracelular de noradrenalina e dopamina.
O cloridrato de bupropiona é um inibidor seletivo de catecolaminas (norepinefrina e dopamina) com efeito mínimo na recaptação de serotonina; sem inibição da MAO (monoaminoxidase). Acredita-se que seu mecanismo de ação esteja relacionado com a inibição dos mecanismos noradrenérgicos e dopaminérgicos.